# نظام إطلاق عامودي

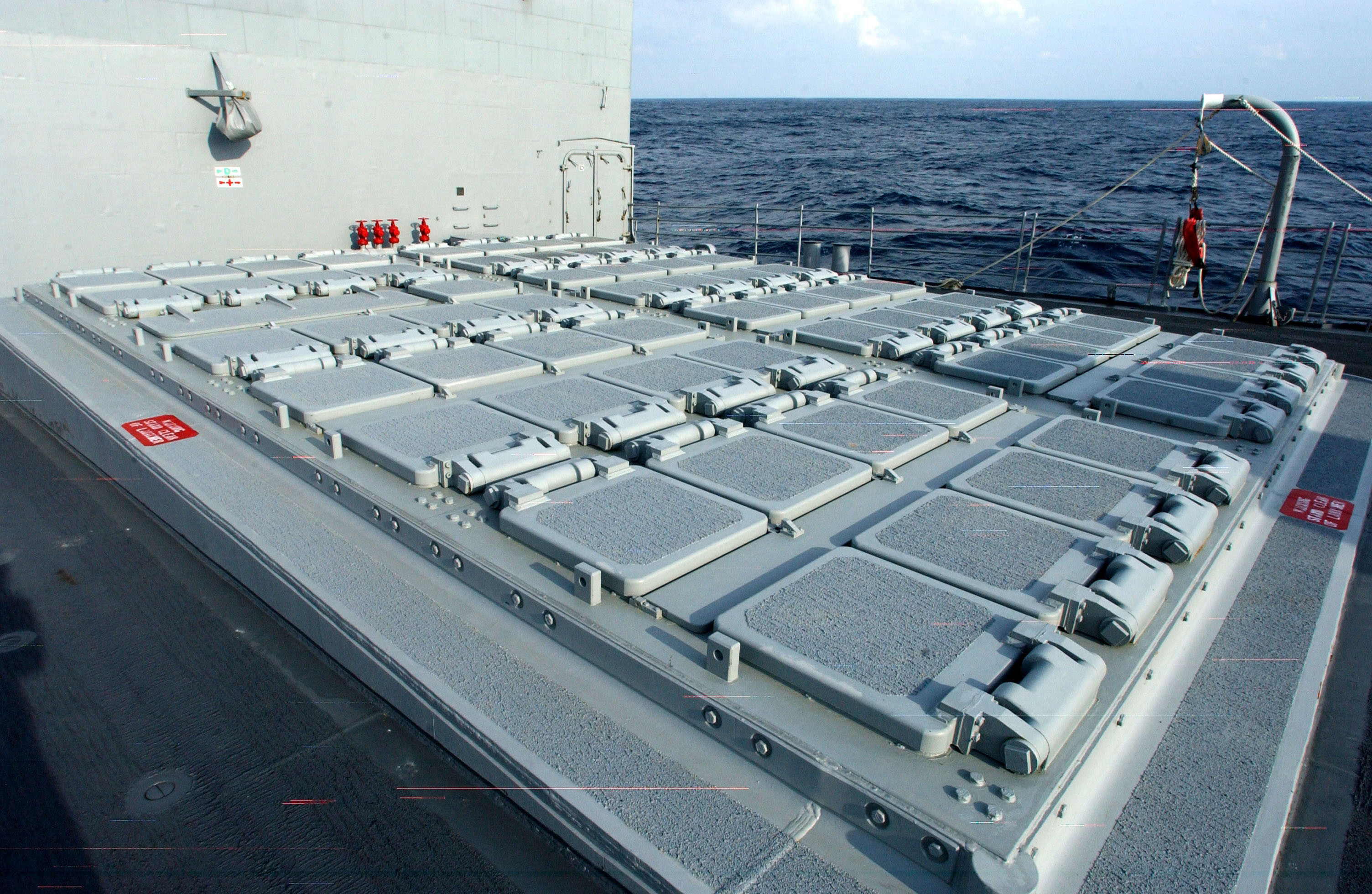
خلايا نظام الإطلاق العامودي على طراد أمريكي.

نظام الإطلاق العامودي (بالإنجليزية: vertical launching system)‏ هو نظام لإطلاق الصواريخ من الغواصات والسفن الحربية. تم تطوير هذا النظام من أنظمة الإطلاق التي كانت تستخدم في الغواصات من أجل إطلاق الصواريخ البالستية، وهو أصغر ويمكنه إطلاق الصوايخ الجوالة وصواريخ أرض-جو.
هناك نوعان من الإطلاق في هذا النظام، الساخن والبارد. في الإطلاق الساخن ترتب الصواريخ في شبكة ولكل صاروخ غطاء، وعند الإطلاق يعمل محرك الصاروخ في الخلية، ويستخدم هذا النظام في الغرب. أما النظام البارد فيتم قذف الصاروخ من الخلية قبل أن يبدأ المحرك، ويستخدم هذا النظام من قبل روسيا والصين.